# Fanale di Hilbre Island
Il fanale di Hilbre Island (Hilbre Island lighthouse, in inglese) si trova sull'isola tidale di Hilbre, la più grande di un gruppo di tre isole che si trovano alla foce del fiume Dee, nell'Inghilterra nord-occidentale.
Installato nel 1927, fu gestito da Mersey Docks and Harbour Board Authority (ora Mersey Docks and Harbour Company) fino al 1973, quando passò sotto la giurisdizione di Trinity House, l'autorità generale per i fari dell'Inghilterra. Originariamente dotato di lampada ad acetilene, nel 1995 fu convertito al funzionamento elettrico alimentato da pannelli fotovoltaici. La caratteristica del segnale è "lampeggiante": emette un lampo di colore rosso con un periodo di 3 secondi.